# Gjirokastrai ábécé
A gjirokastrai ábécé, más néven Veso Bej ábécéje a 19. században az albán nyelv leírására használt ábécé.
Nevét a dél-albániai Gjirokastra városáról kapta, ahol Johann Georg von Hahn tudós először találkozott vele, valamint Veso Bejről, a befolyásos Alizoti családból származó gazdag helyi bejről, aki Hahn rendelkezésére bocsátotta. Hahn 1854-ben publikálta az Albanesische Studien című művében, Jénában.

## Története
Hahn szerint az ábécét Veso bejtől kapta, és az Alizoti család köreiben eddig is használták:
Végül egy másik dél-albániai ábécét is fel kell itt jegyeznünk, amelynek felfedezését a jelen szerző Veso bejnek köszönheti, aki Gjirokastër egyik legjelentősebb főnöke, az Alisot Pashalides családból. Veso bej fiatal korában egy albán hodzsától tanulta meg, mint titkos írást, amelyet a családja örökölt, és maga is ezt használta a rokonaival való levelezéshez.

## Az ábécé

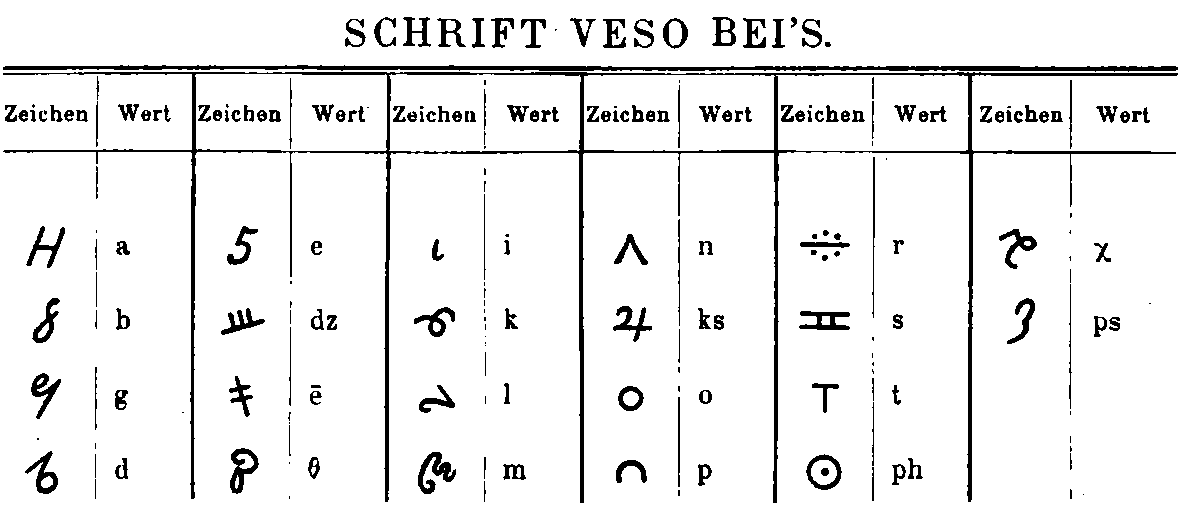
Veso Bej ábécéje

A valószínűleg titkosírásra használt ábécé 22 betűt tartalmaz.

## Fordítás
Ez a szócikk részben vagy egészben  a   Gjirokastër alphabet című angol Wikipédia-szócikk ezen változatának fordításán alapul.  Az eredeti cikk szerkesztőit annak laptörténete sorolja fel. Ez a jelzés csupán a megfogalmazás eredetét és a szerzői jogokat jelzi, nem szolgál a cikkben szereplő információk forrásmegjelöléseként.